# Warez
A Warez egy internetszleng-kifejezés, ami a jogvédett tartalmak jogsértő terjesztésére utal. Fő területe az internet, ahol a szervezett csoportok törik fel, és teszik nyilvánossá az egyébként különböző módokon védett tartalmakat. Az internet előtti időkben másolt lemezeket, jelenleg peer-to-peer rendszereket használnak erre. A kifejezés kezdetben számítógépes underground körökben volt használatos, szélesebb körben az Internet segítségével vált ismertté.

## Etimológia
A warez szó az angol wares szó torzított alakja. A wares a ware többes száma, ami általában árucikket jelent, de ez esetben a software szó csonkított változatáról van szó.
Az utolsó betű módosulásának oka a korai Bulletin Board System (röviden: BBS) terminálok használata során alkalmazott autocenzúra (programvezérelt, automatikus cenzúra) kikerülését szolgálta.
Hasonló torzított szavak internetes zsargonban elég gyakran használatosak (ld. leetspeak).
A warez szó általában a jogsértő módon terjesztett anyagot jelenti. Melléknévként használva (pl. warez szerver) vagy képzővel ellátva igeként (pl. warezol) is lehet használni. Szinonimája az angolból átvett kalózkodás, amit a magyar nyelvben is használunk.

## Terjesztés a múltban és most

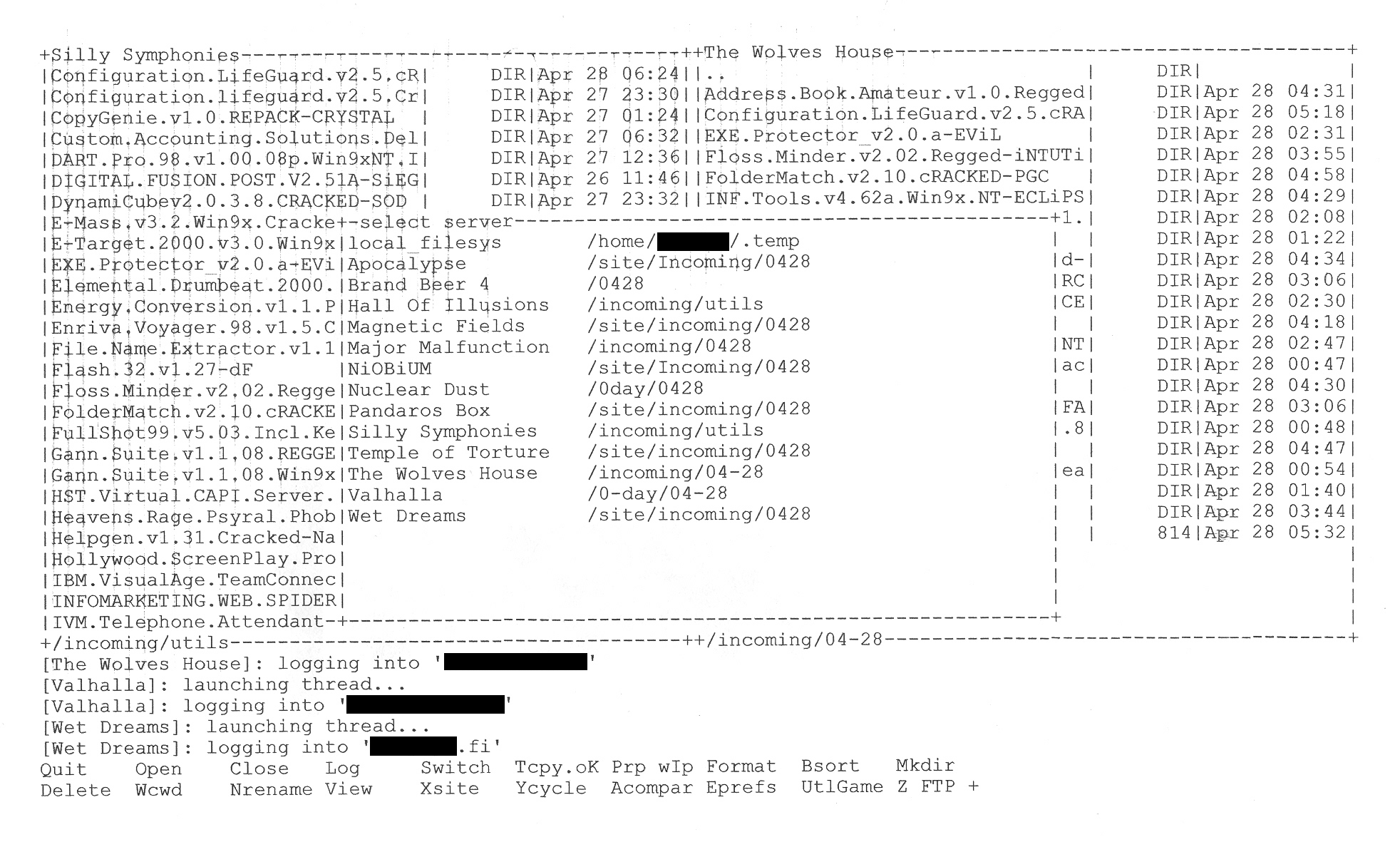
Egy warezoláshoz is használt szoftver, a pftp 1999-ben készült képe, amelyen a felhasználó számos warez site-ba van bejelentkezve.

A warezolt szoftverek terjesztése kezdetben az elit csoportok között postai úton (mail trading, gyakran postafiókok közbeiktatásával), illetve a warez csereberével egybekötött bulizás és személyes találkozás céljából többé-kevésbé rendszeresen megrendezett copypartykon történt. Ez az időszak az internet robbanásszerű elterjedése előtt, leginkább az 1980-as évek közepétől a kilencvenes évek legelejéig virágzott.
Ekkoriban az internetes lehetőségek még nem álltak a széles fogyasztói tömegek rendelkezésére. A távadatávitel meglévő eszközrendszere (analóg telefonvonal és az ahhoz csatlakoztatott modem) és a távadatátvitelhez nélkülözhetetlen, gyors háttértárolók még kezdetleges technikai szintet képviseltek és a legtöbb felhasználó számára megbízhatatlanok és egyben túl drágák is voltak. Éppen ezért volt jelentősége a postai továbbításnak, amely a magyarországi warezvilág számára a fő kapcsolatot jelentette a nyugati csoportok felé. Utóbbiak esetében fontos kiemelni a korabeli Magyarországot a többi akkori szocialista országgal együtt sújtó COCOM listát, amely rendkívül megnehezítette a stratégiai termékkategóriába tartozó nyugati, modern hardverek és szoftverek legális behozatalát.
Ennek a helyzetnek volt köszönhető, hogy a hazai warezvilág a rendszerváltás előtti években élte fénykorát, mert a szocialista országokban pár kivételt leszámítva nem létezett sem játék-, sem egyéb szoftverimport és -forgalmazás, emiatt a nyugati szerzői jogi érdekképviseletek sem voltak jelen, a hazai törvényi szabályozás számára pedig ez a világ ismeretlen terepet jelentett. Így gyakorlatilag kalózparadicsom volt az ország, amely a nemzetközi warezforgalmazásnak jelentős transzfer- és célállomása is volt. A hazai warez csoportok tevékenysége a fentiek miatt a kapcsolati hálózatok kiépítésére és a minél intenzívebb forgalmazásra (minél frissebb warez megszerzése és továbbítása) összpontosult, a csoportokon belül emiatt fontos szerepet töltöttek be a kapcsolatfenntartás és a postázás oroszlánrészét vállaló swapper tagok. 
Említést érdemel ennek a mára már elavult adattovábbítási módszernek néhány részlete is:
- a hatékonyabb és olcsóbb küldemények érdekében, a swapperek minden eszközzel igyekeztek postaköltségeiket csökkenteni. A warezzel zsúfolt hajlékonylemezeket gyakran óvatosan kiemelték a merev, vastag műanyag burkolatból és 3-5 ilyen lecsupaszított korongot egyetlen lemez burkolatába helyezve rakták be a borítékba. A néha elképesztő méretekben folyó postázásnál ez jelentős súlycsökkenést, így pénzmegtakarítást is eredményezett. A leleményes fogások mellett, néha kifogásolható eljárásokat is alkalmaztak, például a drágább postabélyegek felületét gyertyaviasszal vagy egyéb festékálló, átlátszó anyaggal preparálták, majd a címzettektől visszakért és visszakapott bélyegeket, a postai bélyegzők nyomatait eltávolítva, újra felhasználták.
- a levélként, nagyobb borítékban feladott hajlékonylemezek a postai levélfeldolgozás során komoly mechanikus sérülésveszélynek voltak kitéve, ezért a swapperek gyakran buborékfóliával bélelt borítékokat használtak, ezek hiányában pedig különféle védőanyagokkal (karton- vagy hullámpapír-szeletek stb.) házilagosan bélelték ki a borítékokat, a fontosabb warez anyagokat pedig redundánsan, duplikálva, több lemezre is rámásolva küldték el.
- az adathordozó hajlékonylemezekhez gyakran egyedi papírtokot készítettek, amelyet a csoportok grafikusa a saját vagy épp a baráti címzett csoport logójával és egyéb képi elemekkel díszített, az önkifejezés sajátos ágaként (cover art)
- a küldött warez (korabeli kifejezéssel anyag, stuff) mellé általában személyesebb hangvételű levelet is mellékeltek a címzett másik csoport swapperének, mert a korabeli viszonyok kapcsolattartásra ezen kívül csak az igen drága nemzetközi telefonhívást tették lehetővé. Sokszor előfordult, hogy az egymással hetente többször is levelet (és warezt) váltó swapperek csak évek múltán, egy-egy copypartyn találkoztak személyesen.
- a küldeményekben gyakran továbbították az akkori scene eseményeiről hírt adó magazinokat is, amelyeket egyes nagyobb, jelentősebb csoportok készítettek, házilagos eszközökkel, fekete-fehérben, általában néhány oldalas, kicsi (A5) formátumban. A szöveges információk mellett ezeket gyakran rajzok, karikatúrák, az igényesebb technikával készült újságokban fotók egészítették ki, némelyik magazin meglepően sok példányszámot ért meg. Ezeket az újságokat később a szoftveres (és a warezzel együtt terjesztett) lemezújságok váltották fel.

Az Internet elterjedésével a warezolás átkerült a valósról a kibertérbe. Kezdetben BBS-eken, később FTP szervereken keresztül terjesztették a jogvédett anyagot, de mostanára a fájlcserélő rendszerek, mint például a DC vagy a P2P rendszerek (pl. BitTorrent) váltak a legfőbb közvetítő közeggé. (Ami nem jelenti azt, hogy legális információcsere ne folyna ugyanott.) Bár maguk a források megtalálása a letöltések bonyolultsága miatt szinte lehetetlen, a warezolt tartalom mellett gyakran található egy .nfo vagy FILE ID.DIZ fájl, ami a warez tartalmat készítő csapat névjegye.

## Terjesztési módok
Az Internet elterjedése előtt a szoftvereket adathordozókra, elsősorban floppy lemezre vagy Streamer/DAT kazettákra történő másolás útján adták tovább.
Egy CD 700 megabyte-nyi adatot tartalmazhat, ami az 1990-es évekbeli Internet technológiával lassan lehetett csak átvinni, nem beszélve a 4,7 gigabyte-os DVD lemezekről. Ezért a warez sceneen belül szokássá vált az adatok több kisebb fájlra történő tömörítése, általában Zip vagy RAR formátumot használva. Kezdetben floppy lemez méretűre (1,44 megabyte) volt darabolva, de a játékok növekvő terjedelme, majd a DVD filmek megjelenését követően ez a formátum túlságosan elaprózta a programokat (több száz lemez). Manapság a legtöbb csapat 14,3 vagy 47,7 megabyte méretű egységeket tesz fel.
Előnye volt az egy nagy fájl átküldésével szemben:
- Lerövidíti a letöltési időt.
- Ha hibás lenne valamelyik "lemez", nem kell a teljes adatot újra tölteni.
- A kész darab azonnali Torrent megosztást eredményez, így mások is könnyebben tölthetik.

Napjaink programjai a letöltött részeket azonnal képesek visszaosztani, a hibás letöltéseket pedig időben felismerni, így csak a hibás fájlrészek töltődnek le újra, emiatt nem szükséges a fájlokat darabolni sem.
Általában kétféleképpen jelennek meg a szoftverek, CD vagy DVD képekben (pl. ISO fájl), vagy úgynevezett Rip-ben, ami során bizonyos részeket (pl. videójátékok esetében a zenéket, bizonyos hangokat és a filmeket) eltávolítanak a programból. Napjainkban a sávszélesség növekedésével ez utóbbi forma egyre ritkább.

## Kategóriák, szakkifejezések
A warez körökben használt kifejezések:
- ISOs - teljes CD/DVD/Blu-Ray lemezek (pl. alkalmazások, játékok, DVD filmek), amikből a RIP-ekkel ellentétben nem távolítottak el semmilyen adatot;
- Rips - a programok megcsonkított verziói, elsősorban a videójátékok esetében, a mérettel és a sávszélességgel való spórolás céljából; szintén Rip-nek nevezik a CD albumok MP3/WMA/OGG formátumba történt terjesztését, illetve a DVD/Blu-Ray filmek videófájlba tömörítését (általában DivX vagy Xvid codeckel egy vagy két CD-nyi terjedelembe);
- Appz - (Applikation) felhasználói programok;
- Gamez - videójátékok;
- Game Ripz - videójáték Ripek, ami az eredeti program megcsonkítása (leginkább a zenék és az átvezető jelenetek, párbeszédek eltávolítása); az otthoni internet sávszélesség növekedése miatt ez a forma kiveszőben van;
- Moviez - filmek
- TV-Ripz - TV műsorok, sportközvetítések vagy sorozatok, általában a reklámok eltávolításával, gyakran a sugárzást követő néhány órában fölkerül a warez oldalakra; a sorozatok DVD ripjei is e kategóriába esnek;
- Subz - feliratok (Subtitles), külön fájlként vagy lehetnek a filmbe, sorozatba ágyazva is;
- MP3z - MP3 formátumba tömörített zenei albumok, számok, elsősorban az zene CD-k és/vagy rádióadások átkodolásával;
- MVidz -videóklipek (Music videos), TV-ről, HDTV-ről vagy DVD-ről rippelve;
- Scripts - Design, stb.
- Release - megjelenés; az adott zene, film, program fekete megjelenése, általában egy csapathoz, ritkábban egyénhez köthető;
- 0-day - 0. napi megjelenés; ugyanazon a napon (pontosabban 24 órán belül) jelenik meg a legális és a fekete verzió is;
- 0-sec - az elsőként elérhető warez;
- nuked - a Scene-ből kizárt kópiák terjesztése, amik például bizonyos hiba vagy hiányosság miatt, esetleg a "scene szabályok" megsértése; ezeket általában Nukerek vagy a kalózcsapatok maguk teszik fel, manapság a nuke-ok a silányabb minőségű vagy hibás kalózpéldányok megjelölése;
- (to) pre - a hivatalos megjelenés előtti fekete megjelenés, általában szervezett warez csoportokhoz köthető;
- iND - independent; olyan személy, aki egy warez csoporthoz se tartozik;
- FXP - direkt-transzfermódusz, ami során egyik FTP oldalról egy másikra küldjük az adatot úgy, hogy nem használjuk ki a teljes sávszélességet;
- NFO - .nfo fájlok, amik általában a feltörést végző kalózcsapat védjegyei; általában a warez kópiát készítő csapat nevét és ASCII alapú lógóját, a fekete kópia megjelenési idejét, a másolásvédelem kikerülését, az adatcsomagok méretét és a tartalmát (fájllista), ritkábban a széria-kulcsot is tartalmazza.
- Dump, Distro vagy Site - olyan FTP-szerver, ami a kalózcsapatok adatait terjesztik; ezek általában nagy a tárolókapacitással illetve sávszélességgel rendelkeznek és magán tulajdonban vannak, azaz nem publikus szerverek; néhány Dumpadmin fizetősen adja a tartalmat a felhasználónak;
- Topsite vagy HQ - A nagy FTP oldalak megjelölése, ahonnan általában a terjesztés elkezdődik;
- Nulled vagy Nullified, Scriptz - módosított kereskedelmi web-scriptek;
- Fake - hamisítvány; olyan adatok, ami mást tartalmaz, mint amivel megjelölték azokat (pl. mozifilm helyett pornógyűjtemény) vagy szándékosan hibás programot tesznek közre; a hivatalos kiadók előszeretettel élnek ezzel a trükkel, de a nagy warez oldalak általában tiltják ezt;
- Bad Link - olyan link, ami üres vagy eltávolított (403-as hibakód) weblapra mutat;
- Crackz - kis segédprogramok, ami a kereskedelmi programok másolásvédelmét távolítják el, általában a futtató állomány (exe fájl) felülírásával;
- E-Bookz - E-könyvek vagy elektronikus könyvek, általában PDF vagy CHM formátumban;
- No-CD - olyan segédprogram, amivel a programok, általában videójátékok az adathordozó CD vagy DVD nélkül is elindíthatóak;
- Serialz - érvényes szériakódok;
- Patch - módosító telepítések a "szabadon" terjeszthetőség végett;
- DOX - számítógépes játékok mellé adott szoftverek, pl. crack, nocd crack, trainer, cheat code;
- Keygens - olyan mini alkalmazás, amik a szériakulcsok előállítására használnak egy fizetős szoftver aktivizáláshoz;

## Warez oldalak fajtái
Alapvetően kétféle lehet: FTP és Tracker.
Az első a régebbi technológia, itt FTP szerverekre töltenek fel több gigabyte-nyi adatot (filmek, zenék, programok...), amiket a felhasználók letölthetnek róla. Az ilyen szerverek hozzáférése limitált, és általában pénzbefizetéshez van kötve. Ennek egyik formája az úgynevezett smswarez, aminél egy emelt díjas (Magyarországon 300, 700, 900 vagy 1900 forintért) SMS küldését követően hozzá lehet férni a szerverhez úgy, hogy tölthetsz róla.
Példa van olyanra is, hogy legális fájlmegosztó oldalakra töltik fel a programokat (pl.: Data.hu, Rapidshare.com, Megaupload.com), amikről szintén le lehet tölteni. Előnyük, hogy így mindenki könnyen hozzáférhet, hátrányuk, hogy az oldal üzemeltetőinek jogukban áll a jogvédett tartalmat eltávolítani.
A BitTorrent elterjedésével megjelentek a tracker oldalak, amik nem tárolják a warez tartalmat, csupán az adatok P2P letöltéséhez szükséges .torrent fájlokat tárolja. Az egyik legnagyobb ilyen oldal a svéd PirateBay.

## Warez elleni harc
A warez ellen általában a nagy szereplőkre koncentrálással, azaz a tartalmat megosztó FTP szerverekre, a torrentportálok üzemeltetőire, esetenként a top10 fel- és letöltőre hajtanak rá. Az egyszeri letöltőket ritkán figyelik, és ez esetben is inkább magasabb közéleti személyiségek rokonait szokták nevesíteni (pl. egy város rendőrfőnökének fia).

### Nagyvilágban
A Microsoft elnöke, Bill Gates már egy 1976-ban keltezett levelében felhívta figyelmet a szoftverkalózkodás veszélyeire. Szerinte a programok sokkal jobb minőségűek lennének, ha nem warezolnák azokat.
Ennek ellenére a warez elleni harc az 1990-es évek elejéig nem kapott nagyobb hangsúlyt.
A harc 1992-ben kezdődött, amikor az amerikai Software Publishing Assotiation bemutatta Don't Copy That Floppy néven futó reklámfilmjét. Ezt követően jelent meg a Business Software Alliance (BSA) nevű szervezet, ami máig a warez elleni harc egyik zászlósa. Mivel az internetes kalózkodás fő elszenvedői a filmforgalmazók, a lemez- és videójáték-kiadók, ezért az ő érdekeiket védő szervezetek, mint például a Recording Industry Association of America (RIAA), a Motion Picture Association of America (MPAA), az American Society of Composers, Authors, and Publishers (ASCAP) és Broadcast Music Incorporated (BMI).
2009 áprilisában ítélet született az egyik legnagyobb és legnépszerűbb torrent portál, a svédországi Pirate Bay ügyében, ami szerint az addig legális tevékenység tovább már nem folytatható az országban. A hír hatására több kisebb svéd tracker site is bezárt.

### Magyarországon
Magyarországon 1994 óta működik a BSA (Business Software Alliance), az első akcióikat az 1990 évek közepén hajtották végre.
2005-ben alakult meg a Audiovizuális Művek Szerzői Jogait Védő Közcélú Alapítvány (rövidített nevén ASVA), ami a hazai filmforgalmazói érdekeket védve próbálja meg visszaszorítani a filmek és sorozatok illegális letöltését.
2006-ban a rendőrség lefoglalta a Candy Shop (korábban Kenyér) nevű hazai warez szervert, amin több ezer film, zene és játék volt található 12,8 terabyte méretben.
2007-ben újabb nagyobb razziát hajtottak végre, aminek következtében lefoglaltak több nagy magyar FTP illetve BitTorrent oldalakat tartalmazó szervert is, mint pl. a BitHUmen, a Bitlove, Independent, Moobs, Insane, Evolution és Revolution. Az első híreket követően több más torrent portál és szerver ideiglenesen felfüggesztette a működését, nehogy a nyomára akadjanak.
2009-ben világrekord méretű, összesen 200-250 terabyte-nyi adatú szerverparkot foglaltak le a magyar hatóságok egy XIII. kerületi házban. Az ún. warezkirály 400-tól 9000 forintig terjedő havidíjért adta a szolgáltatást. Az épületben történt már egy korábbi razzia, de akkor nem találták meg a számítógépeket, mert azok a padló alatt voltak elrejtve.